# Impending Death

Impending Death (Cái chết cận kề) là một bức ảnh được chụp bởi nhiếp ảnh gia tự do Thomas Dallal trong Sự kiện 11 tháng 9. Bức ảnh mô tả Tháp Bắc (WTC 1) của Trung tâm Thương mại Thế giới, bốc cháy sau khi bị Chuyến bay 11 của American Airlines đâm vào lúc 8:46 sáng và ngay trước khi sụp đổ lúc 10:28 sáng. Có thể thấy trong bức ảnh là rất nhiều người bị mắc kẹt ở các tầng trên của tòa nhà, thò ra ngoài cửa sổ vì khói và nhiệt độ cao. Họ không thể thoát ra ngoài vì tất cả các cầu thang bộ và thang máy phía trên tầng 91 đều bị cắt đứt do tác động của Chuyến bay 11.
Bức ảnh sau đó được đề cử giải thưởng quốc tế Image of the Year với giải nhì. Một bức ảnh tương tự nhưng gần hơn gần hơn, được chụp ở một góc độ khác bởi Jeff Christensen cho Reuters, sau đó đã được sử dụng để cố gắng xác định danh tính các nạn nhân trong ảnh.
Có mặt trong bức ảnh là khoảng 50 người, ở các tầng do Cantor Fitzgerald thuê, nơi mất 658 nhân viên trong vụ tấn công, tức là gần hai phần ba số nhân viên, và Windows on the World, nơi mất 73 người.